# Hjärthalsad väglöpare
Hjärthalsad väglöpare (Ophonus puncticollis) är en skalbaggsart som först beskrevs av Gustaf von Paykull 1798.  Hjärthalsad väglöpare ingår i släktet Ophonus, och familjen jordlöpare. Enligt den finländska rödlistan är arten sårbar i Finland. Enligt den svenska rödlistan är arten nära hotad i Sverige. Arten förekommer i Götaland och Svealand. Arten har tidigare förekommit på Öland men är numera lokalt utdöd. Artens livsmiljö är torra gräsmarker.

## Bildgalleri

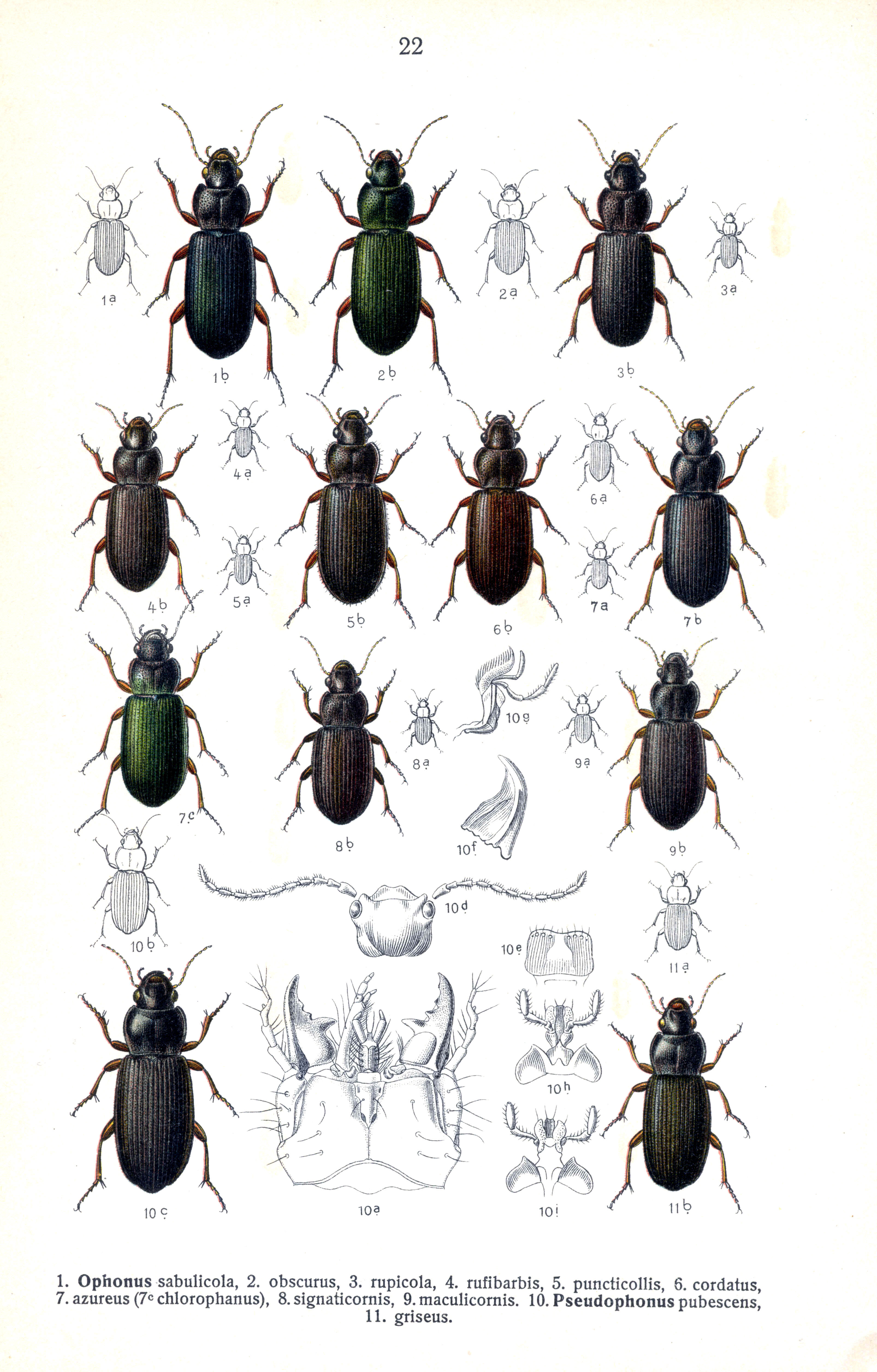